# Вероника тяньшаньская
Вероника тяньшанская (лат. Veronica tianschanica) — многолетнее травянистое растение, вид рода Вероника (Veronica) семейства Подорожниковые (Plantaginaceae).

## Распространение и экология
Западный Тянь-Шань: Таласский Алатау, Чаткальский и Пскемский хребты. Эндемик Западного Тянь-Шаня.
Произрастает на злаково-разнотравных лугах, на мелкоземисто-щебнистых склонах субальпийского и альпийского поясов.

## Ботаническое описание
Корневищное растение образующее густую дерновину. Стебли высотой 10—20 см, многочисленные, в числе до 40, у основания более менее приподнимающиеся, преимущественно простые или у основания слабо ветвистые.
Листья сидячие, голые, гладкие, цельнокрайные или неясно зубчатые, толстоватые. Нижние супротивные, яйцевидные, до продолговато-ланцетных, на верхушке островатые, длиной 5—10 (до 15) мм, шириной 5—9 мм; верхние — очерёдные, реже супротивные, от продолговатых до продолговато-ланцетных, длиной 5—7 мм, шириной 1,5—2,5 мм.
Цветки в числе 10—15, собраны в густые, колосовидные или головчатые, верхушечные кисти, иногда в щитковидные соцветия длиной 15—30 мм и диаметром около 15 мм. Прицветники зелёные, продолговато-ланцетные, длиной 6—8 мм, шириной 2—2,5 мм, по краю коротко ресничатые. Цветоножки длиной 2—3 мм. Чашечка с пятью неравными, узколанцетными, длиной 2,5—3 мм, коротко опушёнными, ресничатыми по краю долями; венчик беловато-зеленоватый, четырёхраздельный, лопасти отгиба венчика длиной 5—6 мм, шириной 1—2,5 мм, продолговато-яйцевидные или продолговатые, по краю коротко ресничатые, на верхушке островатые. Тычинки в числе двух (иногда четырёх), несколько превышают венчик; пыльник длиной около 1 мм; завязь округлая, на верхушке заостренная, длиной около 1 мм; столбик почти прямой, длиной 7—8 мм.
Незрелая коробочка эллиптическая, длиной 4—5 мм, коротко опушённая. Семена неизвестны.

## Таксономия
Вид Вероника тяньшанская входит в род Вероника (Veronica) семейства Подорожниковые (Plantaginaceae) порядка Ясноткоцветные (Lamiales).
|  |                                      |  |                                                             |                                                             |                          |  | ещё 21 семейство (согласно Системе APG II) | ещё 21 семейство (согласно Системе APG II) |                          |  |  |  | ещё от 300 до 500 видов |
|  |                                      |  |                                                             |                                                             |                          |  | ещё 21 семейство (согласно Системе APG II) | ещё 21 семейство (согласно Системе APG II) |                          |  |  |  | ещё от 300 до 500 видов |
|  |                                      |  |                                                             | порядок Ясноткоцветные                                      |                          |  |                                            |                                            | род Вероника             |  |  |  |                         |
|  |                                      |  |                                                             | порядок Ясноткоцветные                                      |                          |  |                                            |                                            | род Вероника             |  |  |  |                         |
|  | отдел Цветковые, или Покрытосеменные |  |                                                             |                                                             | семейство Подорожниковые |  |                                            |                                            | вид Вероника тяньшанская |  |  |  |                         |
|  | отдел Цветковые, или Покрытосеменные |  |                                                             |                                                             | семейство Подорожниковые |  |                                            |                                            |                          |  |  |  |                         |
|  |                                      |  | ещё 44 порядка цветковых растений (согласно Системе APG II) | ещё 44 порядка цветковых растений (согласно Системе APG II) |                          |  |                                            | ещё 90 родов                               | ещё 90 родов             |  |  |  |                         |
|  |                                      |  |                                                             | ещё 44 порядка цветковых растений (согласно Системе APG II) |                          |  |                                            |                                            | ещё 90 родов             |  |  |  |                         |